# Friedrich Wilhelm von Sjöholm
Friedrich Wilhelm von Sjöholm (* 25. März 1768 in Stralsund; † 2. Dezember 1820 in Düsseldorf) war ein preußischer Generalmajor, Kommandeur der 14. Division sowie Kommandant von Trier.

## Leben

### Herkunft
Seine Eltern waren Magnus Johann von Sjöholm (* 29. Dezember 1719; † 18. Januar 1795) und dessen Ehefrau Marie Dorothea, geborene Rehfeldt (1739–1776). Sein Vater war schwedischer Ritter und Oberst im Regiment „von Blistenholm“. Der Generalleutnant Ferdinand Ludwig von Sjöholm war sein Bruder.

### Militärkarriere
Sjöholm trat im Jahr 1780 als Gefreitenkorporal in das Infanterieregiment „von Wunsch“ der Preußischen Armee ein und avancierte bis April 1786 zum Sekondeleutnant. Im Ersten Koalitionskrieg kämpfte er bei Valmy, Kaiserslautern, Limbach, Modebacherthal, Hochheim, Johanniskreuz, Gleisweiler und der Belagerung von Landau. In der Zeit wurde er am 9. August 1794 Premierleutnant.
Am 7. Dezember 1800 bekam er die Beförderung zum Stabskapitän und wurde am 24. September 1804 Kapitän und Kompaniechef. Am 25. November 1804 wurde er in das Grenadierregiment „von Hülsen“ versetzt, das sich aus den Grenadierkompanien der Regimenter „von Schöning“ und „August Friedrich“ formierte. Am 23. Mai 1805 bekam er noch zwei Monate Urlaub, um nach Freienwalde zu gehen. Im Vierten Koalitionskrieg wurde er dann in der Schlacht bei Auerstedt schwer verwundet. Nach seiner Erholung wurde er am 11. Januar 1807 Major und Kommandeur des 3. Neumärkischen Reserve-Bataillons in Insterburg. Am 31. Januar 1807 erhielt er 200 Taler Entschädigung für seine verlorene Ausrüstung. Am 7. Januar 1808 wurde er zum Kommandeur des Füsilier-Bataillons im 1. Pommerischen Infanterie-Regiments ernannt und am 28. März 1811 mit der Führung des 2. Ostpreußische Infanterie-Regiments beauftragt. Im Feldzug von 1812 nahm er an den Gefechten bei Dahlenkirchen und Eckau teil und wurde am 5. Juni 1813 zum Oberstleutnant befördert.
In den Befreiungskriegen kämpfte Sjöholm in den Schlachten an der Katzbach, Laon, Paris sowie in den Gefechten bei Goldberg, dem Übergang bei Wartenburg, der Schlacht bei Montmirail, dem Gefecht bei Saint-Dizier und der Belagerung von Wittenberg. Für Goldberg erhielt er das Eiserne Kreuz II. Klasse, bei Wartenburg wurde er hingegen verwundet. Am 29. September 1813 erhielt er das Eiserne Kreuz I. Klasse und kurz danach am 8. Dezember 1813 wurde er zum Oberst befördert.
Am 23. Mai 1815 kam er als Brigadekommandeur in das VI. Armee-Korps und am 1. November 1815 mit Patent vom 4. November 1815 zum Generalmajor befördert. Am 5. Januar 1816 beauftragte man ihn mit der Führung der 4. Brigade des Besatzungskorps in Frankreich. Am 11. August 1817 wurde zum Kommandeur ernannt und zugleich mit der Wahrnehmung der Geschäfte als Kommandant von Trier beauftragt. Er wurde noch am 5. September 1818 Kommandeur der 14. Division, bevor er am 2. Dezember 1820 in Düsseldorf verstarb.

### Familie
Er heiratete am 4. Oktober 1803 in Werbelow Maria Karoline Henriette Gombert (* 6. Dezember 1785; † 4. März 1832), eine Tochter des Amtmanns Philipp Gombert auf Wilsickow.
Nach dem Tod des Generalmajors wurde die Witwe weiter versorgt. Sie erhielt am 12. Dezember 1821 zunächst 100 Taler und ab dem 11. April 1822 eine Rente von 100 Talern, und noch am 8. Januar 1832 erhielt sie 100 Taler vom König als Geschenk.